# میشل ریگیونه
میشل ریگیونه (انگلیسی: Michele Rigione؛ زادهٔ ۷ مارس ۱۹۹۱) بازیکن فوتبال اهل ایتالیا است.
از باشگاه‌هایی که در آن بازی کرده‌است می‌توان به باشگاه فوتبال اینتر میلان، باشگاه فوتبال کیه‌وو ورونا، باشگاه فوتبال کرمونزه، باشگاه فوتبال ویرتوس لانچانو، باشگاه فوتبال فوجا، و باشگاه فوتبال چزنا اشاره کرد.
وی همچنین در تیم‌های ملی فوتبال زیر ۱۶ سال ایتالیا، زیر ۱۷ سال ایتالیا، زیر ۱۸ سال ایتالیا، زیر ۱۹ سال ایتالیا، و زیر ۲۰ سال ایتالیا بازی کرده‌است.